# أحمد عبده ماهر
أحمد عبده ماهر مواليد (1945-) باحث وناقد مصري متخصص في نقد التراث السني ومناهج الأزهر، وضابط سابق برتبة عميد في القوات المسلحة المصرية، ويعمل محام بمحكمة النقض المصرية.

## نبذة عن بداياته
ولد أحمد عبده ماهر عام (1945-) ويقطن في العاصمة المصرية القاهرة وبدأ حياته ضابطا في المخابرات الحربية المصرية بعد ان تخرج منها برتبة ملازم ثاني وظل فيها حتي بلوغه سن التقاعد حيث وصل الي رتبة عميد، وخلال فتره العسكرية في الكلية الحربية شارك في بعض الحروب العربية في الجيش المصري، وبعد التقاعد عين عضو في جمعية المحاربين القدماء وضحايا الحرب ثم إتجه الي المحاماة حيث درس القانون وأسس الحقوق وطرق التقاضي في كلية الحقوق في جامعة عين شمس، وأصبح محام بمحكمة النقض ومحكم دولي.

## نشاطه ومؤلفاته
بدأ نشاطه الديني عبر قضية البحث في التراث الإسلامي وتجديد الخطاب والفكر الديني ودخل بسبب ذلك في معارك كثيرة بسبب مقالاته ولقاءاته التلفزيونية التي غالبيتها في المناظرات الدينية، كما عمل خطيباً للجمعة لمدة 22 سنة، كما انه له مؤلفات عدة منها: «إسلامنا والتراث.. نحو تقويم الخطاب الديني»، و«السنة النبوية بين الدس والتحريف»، و«أوهام عذاب القبر»، و«كيف كان خلقه القرآن»، و«القرآن معجزة البيان»، وكتاب «إضلال الأمة بفقه الأئمة».

## أفكاره المثيرة للجدل
- هاجم كتاب صحيح البخاري وكتاب صحيح مسلم، وكذّب معظم ما جاء فيهم.[4]
- اكد على أن الصلاة على النبي ليست المعروفة بـ قول " اللهم صل على النبي محمد " كما نقد شعيرة رمي الجمرات ! [5]
- هاجم مناهج جامعة الأزهر وزعم أنها سبب في انتشار التطرف والإرهاب في مصر والعالم بأسره.[6]
- زعم إنه رصد في الكتب التعليمية التي تدرَّس للتلاميذ في جامعة الأزهر ما لا يمت للدين الإسلامي بصلة.
- زعم ان الخليفة الأول أبو بكر الصديق لم يكن مع رسول الله في غار ثور.[7]
- زعم إن كتب الترات التي يدرّسها جامعة الأزهر مليئة بما هو أفظع وأشنع مما يفعله داعش.
- زعم انه لا يوجد مصطلح اسمه صحابة في القرآن الكريم، وإن صحابة رسول الله لهم ما لهم، وعليهم ما عليهم.
- قال: لست أنا من أصنع الأصنام بل أنتم مَن تصنعونها، صنعتم من كتاب صحيح البخاري، والخليفة عمر بن الخطاب والأئمة الأربعة وابن تيمية وإبن عبد الوهاب أصناماً فعلا.
- قال: إن العلماء والفقهاء الذين تغنوا بعلمهم لقرون مضت لم يفهموا الإسلام أصلاً، وهم مَن دفعوا الناس إلى الإلحاد لعدم جديتهم في تدبر القرآن الكريم.
- طالب بغلق جامعة الأزهر 10 سنوات، لتوفير 13 مليار جنيه سنوياً، وقال يجب أن يكون هذا المشروع مشروع دولة حتى نتخلص من الإرهاب.
- خاطب الفقهاء وقال: إن الله لم يحرم علينا عظام الخنزير ولا امعاءه ولا صمامات قلبه ولا جلده ولا شحمه، إنما فقط حرم علينا لحمه، فلا تقومو بتحريمه كله.

## محاكمته
في أواخر عام 2021 قضت محكمة جنح النزهة - أمن الدولة طوارئ - بحبسه لمدة 5 سنوات لاتهامه بازدراء الأديان، وذلك بعد ان حققت معه النيابة واتهمته بالتعدي على السلم الاجتماعي وإثارة الفتنة في كتابه «إضلال الأمة بفقه الأئمة» والتطاول على الدين الإسلامي خلال ظهوره في القنوات الفضائية،  ، إلا أنه في شهر يناير من العام 2022 قرر مكتب التصديق على أحكام أمن الدولة طوارئ في مصر إلغاء الحكم الصادر ضده وإعادة محاكمته في الـ7 من فبراير من نفس العام أمام دائرة جديدة.

## روابط ذات صلة
- #احمد_عبده_ماهر / تناقض كتب أهل الحديث
- الذهب ليس حراما واللحية ليست سنة
- أحمد عبده ماهر ـ الدلائل القرءانية على خرافة عذاب القبر
- القرآن يفضح أكاذيب الشيوخ وأئمة الضلال !!!